# غیرقابل انتشار
غیرقابل انتشار (به انگلیسی Redacted) عنوان یک فیلم جنگی آمریکایی در سال ۲۰۰۷ است که توسط برایان دی پالما کارگردانی شده‌است. داستان فیلم روایت کشتار محمودیه عراق است. این ماجرا قتل‌عام شدن یک خانواده عراقی و تجاوز دست جمعی سربازان آمریکایی است به دختر ۱۴ ساله. این خانواده توسط نیروهای ارتش آمریکا در تاریخ ۱۲ مارس ۲۰۰۶ در در خانه‌ای در روستای یوسفیه در غرب شهر محمودیه که در جنوب شهر بغداد واقع است، رخ داده‌است. در این واقعه دختر چهارده ساله‌ای به نام عبیر الجنابی توسط ۵ نیروی ارتش آمریکا مورد تجاوز جنسی قرار گرفت و سپس به قتل رسید. همچنین مادر ۳۴ ساله، پدر ۴۵ ساله و خواهر ۶ ساله وی نیز قبل از انجام تجاوز به عبیر توسط نظامیان آمریکایی به قتل رسیدند.
نمایش این فیلم در جشنواره فیلم ونیز ۲۰۰۷ جایزه بهترین کارگردان نقره ای شیر دریافت کرد. همچنین در جشنواره بین‌المللی فیلم تورنتو، جشنواره فیلم نیویورک و جشنواره بین‌المللی سینمای مستقل بوئنوس آیرس به نمایش گذاشته شد. این فیلم در اسپانیا و در پانزده تئاتر با اکران محدود در ایالات متحده در تاریخ ۱۶ نوامبر ۲۰۰۷ افتتاح شد. این فیلم با واکنش‌های متفاوتی از منتقدین مواجه شد.